# Spor o užití slova Česko
Oficiálním politickým jménem českého státu je Česká republika, které je uvedeno v Ústavě České republiky. Oficiálním zeměpisným (krátkým) jménem je Česko, které bylo standardizováno na národní a mezinárodní úrovni a je uvedeno v oficiálních databázích zeměpisných (krátkých) jmen zemí OSN.
Snahy o zavedení krátkého (zeměpisného) jednoslovného názvu se objevily hned po osamostatnění státu na jaře 1993, kdy bylo krátké zeměpisné jméno Česko standardizováno Českým úřadem zeměměřickým a katastrálním, kterému to ze zákona přísluší. Část veřejnosti však k tomuto názvu zaujímá z různých důvodů nepříznivý postoj, převážně jej nepoužívá a místo něho volí politický název i v nepolitických souvislostech.

## Čechy
Po zániku Československa se dodnes jako jednoslovný název České republiky občas objevuje nesprávné označení Čechy. Čechy jsou však pouze jednou z historických zemí Koruny české a územně se proto neshodují s územím dnešní České republiky tím, že nezahrnují historická území Moravy a Českého Slezska. Použití jména Čechy k označení území celého státu tak přehlíží území a obyvatele Moravy a Českého Slezska (z tohoto důvodu je např. věta „Brno je druhým největším městem Čech“ nesprávně, protože Brno neleží v Čechách, ale na Moravě).
Slovo Čechy jako souhrnné označení všech českých zemí se sice zřídka objevuje i v některých historických dílech (např. Zikmund Winter publikoval v roce 1910 Řemeslnictvo a živnosti XVI. věku v Čechách 1526–1620 a pojem Čechy je zde zahrnut v širším smyslu), tomuto faktu lze ale sotva přisoudit relevanci,[zdroj?] byť přenesení či rozšíření významu z části na celek (synekdocha), v tomto případě názvu historické země či území na celý stát není v evropském kontextu ničím výjimečným: příkladem mohou být Rakousko (Ober- a Niederösterreich), Polsko (Wielkopolska, Małopolska), Francie (Île-de-France), Švýcarsko (Schwyz), Finsko (Varsinais Suomi) anebo Chorvatsko (Središnja Hrvatska). Případ Česka se vyznačuje dosti arbitrárním chápáním platnosti pojmu „Čechy“. Ač s Čechami těsně spjaté, zůstávala svébytnost Moravy a Slezska v průběhu dějin poměrně výrazná. Totéž však lze říci o historických územích, která jsou součástmi dnešního Rakouska (Štýrsko, Tyroly, Solnohradsko...), a přesto v rakouském prostředí nikdo[zdroj?] název „Rakousko“, vycházející ze jména dvou spolkových zemí (Horní Rakousy a Dolní Rakousy), používaný pro celé dnešní území Rakouské republiky nezpochybňuje. Je tedy zcela obvyklé říkat např. že „Štýrský Hradec je druhým největším městem Rakouska“, přestože Štýrský Hradec leží ve Štýrsku a ne na území historického Rakouska (Österreich ob und unter der Enns).

## Česká republika
Název Česká republika (zkratkou ČR) je používán v oficiálních dokumentech, např. státní pečeť České republiky, cestovní pas, občanský průkaz, mezinárodní smlouvy apod. Též v případě, že je ČR součástí názvů institucí, organizací, firem a také v případě citování názvů publikací popř. jiných přímých citací. Tento název je někdy stylisticky neobratně používán i v případech, kde ostatní státy jsou označovány krátkým názvem (Slovensko, Francie – ale Česká republika).
Česká republika je veřejnoprávní korporace – stát. Vznikla 1. ledna 1969 pod názvem Česká socialistická republika (ČSR). Od 6. března 1990 byla Česká socialistická republika přejmenována na Českou republiku. Dne 1. ledna 1993 se Česká republika a Slovenská republika staly nástupnickými státy po zaniklé České a Slovenské Federativní Republice.
Preambule Ústavy České republiky (1/1993 Sb.) začíná slovy „My, občané České republiky v Čechách, na Moravě a ve Slezsku.“ V článku 99 se píše: „Česká republika se člení na obce…“, přičemž obce i vyšší územní samosprávné celky jsou definovány výlučně jako „územní společenství občanů“, nikoliv jako sama území. O území však hovoří článek 11: „Území České republiky tvoří nedílný celek, jehož státní hranice mohou být měněny jen ústavním zákonem.“ Ústava tedy nepoužívá výraz Česko. Krátký geografický název země však nepoužívají ani ústavy některých jiných států; např. Ústava Slovenské republiky nebo Ústava Republiky Srbsko a jejich krátká zeměpisná jména (Slovensko a Srbsko) kvůli tomu nejsou zpochybňována..

## Česko
Název Česko se z jazykového hlediska hodnotí jako název plně spisovný, jeho utvoření je považováno za ústrojné odvozením z přídavného jména český, podobně jako máme dvojice: slovenský — Slovensko, polský — Polsko, srbský — Srbsko, maďarský — Maďarsko atd. Vznikl zjednodušením hypotetického původního tvaru Češsko odvozeného od adjektiva češský, je doložen již z 18. století, r. 1704 a častěji pak od 19. století se objevuje též jako označení pro celé české země. V tomto významu jej od roku 1938 začal prosazovat moravský jazykovědec František Trávníček. Jungmannův slovník z roku 1835 slovo česko uvádí jen ve významu češtiny („přeložiti na česko)“. Slovník spisovného jazyka českého v roce 1960 jej uvádí v obou významech a jako zastaralý. Slovník spisovné češtiny z roku 1978 již archaičnost konstatuje jen u prvního významu, zatímco ve významu označení české části federace stylovou příznačnost neuvádí.
Hledání jednoslovného názvu není výhradně záležitostí doby po zániku Československa. Už za jeho existence, dokonce i za Rakouska-Uherska, se objevovaly požadavky[zdroj⁠?!] na výstižné označení českých zemí, zejména jako protějšek slova Slovensko.[zdroj⁠?!] První užití výrazu Česko (resp. v tehdejším pravopise Cžesko, neboť písmeno „č“ se tehdy nepoužívalo; toto slovo bylo již dříve tvarem označujícím češtinu – roku 1523 „Przeloziená Wohrada z Němčiny na Cžesko“) je doloženo v díle Antonína Frozína Obroviště mariánského Atlanta vydaném roku 1704 jako označení pro země Koruny české. Ovšem další výskyt slova Česko je o poznání novější, nejstarší výskyt zanesený v lexikálním archivu ÚJČ je z Felbigerovy Knihy methodní (českého překladu) vydané roku 1777, zde jako synonymum ke slovu Čechy: „tak widjme při zemjch německých Cžesko, Morawu, rakauské Slezsko…“, neboli moderně zapsáno „Tak vidíme při zemích německých Česko, Moravu, Rakouské Slezsko…“ Později je toto označení užíváno již jako společné označení českých zemí, jistě u Jana Kollára (Slávy dcera), ale patrně i v časopise Čechoslav v roce 1830: „Pivo píti, vlasti žíti, řeč a krále slušně ctíti: tak zní naše právo, Česko ať je zdrávo.“ Výraz Česko se vyskytuje i u řady pozdějších autorů, např. u básníka Jablonského aj.
Od roku 1918 byl tvar „Česko“ součástí spojení Československo, vytvořeného původně mluvnicky obdobným způsobem jako spojení „Rakousko-Uhersko“[zdroj?], dokonce v prvních měsících společného státu se stát nazýval Česko-Slovensko,[zdroj?] až posléze došlo k vymizení pomlčky, též proto signatáři stanoviska odborníků na setkání uspořádaném Českou geografickou společností v lednu 1998 vyslovili názor, že i po sloučení obou částí do jednoho slova bez spojovníku (pod vlivem čechoslovakismu) si obě části zachovaly charakter samostatných podstatných jmen, avšak stanovisko zmiňuje i existenci opačného názoru (autory stanoviska označovaného za mylný a za neodbornou dezinformaci), podle nichž je „Česko“ ve slově Československo odvozeninou z přídavného jména „český“ (podobně jako ve složených přídavných jménech) čili tzv. pseudoadverbiem (nepravým příslovcem). Návrat k původnímu[zdroj?] zápisu se spojovníkem s sebou přinesla druhá republika i tzv. pomlčková válka v 90. letech.
Slovník spisovného jazyka českého ve vydání z roku 1989 uvádí dva významy slova Česko. První z nich jako archaismus „Čechy, Čechy a Morava (na rozdíl od Slovensko) (Ján Kollár aj.)“; druhý význam „nově ČSR (od r. 1969)“. Jako oficiální označení české části federace se slovo Česko objevilo v roce 1978 ve Slovníku spisovné češtiny, do běžného – ani oficiálního – jazyka takto ale nikdy plně neproniklo; spíše bylo možné se s ním setkat v hovorové mluvě, inspirované nezřídka samizdatovou literaturou, kde bylo užíváno poměrně běžně jako jasná opozice proti tehdejším režimem typické zdůrazňování politických názvů zemí socialistického bloku (socialistické, lidově-demokratické ad.republiky), proto také nejspíše nabylo mylně povahy výrazu nespisovného. Současně se stále ještě potýká u některých obyvatel východní části země s domněnkou, že se jedná o synonymum pro Čechy, jak se stalo v některých případech v historii před vznikem československého státu. Svou roli tam hraje též současná identifikace adjektivního tvaru „český“ jak s obyvatelem Čech, tak Česka, nicméně vzhledem ke skutečnosti, že politický název Česká republika disponuje naprosto identickým problémem aniž by vyvolával podobné konotace, je nutno tento problém považovat pouze za reminiscenční.
Na jaře 1993 jej Český úřad zeměměřický a katastrální na základě pověření vlády určil jako jednoslovné označení čerstvě osamostatněné České republiky. Zeměpisné jméno Česko bylo i s jeho cizojazyčnými překlady (anglicky Czechia, francouzsky Tchéquie, německy Tschechien, rusky Чехия, španělsky Chequia) standardizováno Českým úřadem zeměměřickým a katastrálním v publikaci Jména států a jejich územních částí (Names of States and their Territorial Parts) v edici Geografické názvoslovné seznamy OSN – ČR, Praha, 1993, 3. přepracované vydání, na které se podílelo 55 odborných jazykových poradců Názvoslovné komise při Českém úřadě zeměměřickém a katastrálním (NK ČÚZK) ve spolupráci s Ministerstvem zahraničních věcí ČR. Standardizaci zeměpisného jména Česko a jeho překlady do cizích jazyků podpořila i skupina „vědních pracovníků“ a Česká geografická společnost.
Navzdory odporu prezidenta Havla a dalších osobností se termín výrazně rozšířil a prosadil a rozšířil se do jazykové praxe a sdělovacích prostředků. Snad nejvýrazněji se geografický název Česko prosadil ve sportu, kde je asymetrie označení zápasu „Rakousko – Česká republika“ (v kontrastu s označením „Rakousko – Česko“, případně symetrickým, avšak nepraktickým „Rakouská republika – Česká republika“) jasně patrná.
Zachoval si však jistou míru kontroverznosti a někteří lidé jej dodnes (jakkoli bez faktografické opory) pociťují jako novotvar. Spory o užívání slova Česko navazovaly na tzv. pomlčkovou válku, která předcházela dělení československé federace. Nedlouho po vzniku samostatného státu vzniklo několik oficiálních stanovisek podporujících verzi Česko, respektive její cizojazyčné verze. Některé organizace však později od používání výrazů Czechia a Česko ustoupily (například vládní agentury CzechTrade, CzechInvest a CzechTourism v roce 2004, údajně především kvůli častým záměnám s Čečenskem). Odborníky byla taková reakce odmítnuta s tím, že výskytu podobných slov nelze zabránit a tato možnost nemůže být v případě názvu země důvodem k jeho neužívání (cit. „To, že na světě existují národy, jejichž jména mohou znít podobně, a tudíž i státy, jejichž jména mohou někomu znít podobně, je až sekundární efekt a nám nezbývá, než se je prostě naučit nezaměňovat“). Roku 2004 k tomuto proběhlo veřejné slyšení Senátu Parlamentu České republiky. V dubnu 2013 byl v souvislosti s teroristickým útokem v Bostonu zaměněn též název Česká republika (anglicky Czech Republic) s názvem Čečensko (anglicky Chechnya). Popleten byl anglický název Czech Republic (policejním mluvčím tehdy vysloven jako „čeč rypablik“), nikoliv anglický ekvivalent pro Česko – Czechia.
Jazyková poradna Ústavu pro jazyk český ve svém stanovisku k názvu Česko mimo jiné uvádí: „Situace po roce 2000 se jeví už poněkud klidnější. Emotivně laděné dopisy a telefonáty do jazykové poradny přicházejí jen ojediněle, snad i proto, že jsme se opakovaně snažili vysvětlovat, že neexistuje žádné rozhodnutí Ústavu pro jazyk český, které by ukládalo komukoli povinnost akceptovat název Česko.“
Přesto, že jméno Česko (a jeho překlady) byly standardizovány Českým úřadem zeměměřickým a katastrálním již v roce 1993, Česká republika měla až do roku 2016 zanesené v seznamu geografických jmen vedeném příslušnou expertní skupinou OSN (UNGEGN World Geographical Names) pouze českou podobu geografického jména (Česko), překlady nikoliv. Teprve v květnu 2016 vláda oficiálně schválila zápis překladů jména do seznamu OSN: Czechia v angličtině, Tchéquie ve francouzštině, Chequia ve španělštině, Чехия v ruštině, تشيكيا v arabštině, 捷克 v čínštině a od července 2016 jsou tyto zeměpisné („krátké“) názvy v OSN zaregistrovány a tím pádem mezinárodně uznány vedle jejich politických („dlouhých“) ekvivalentů.
O prosazování názvů Česko a v angličtině Czechia se snaží Občanská iniciativa Česko / Czechia, která byla založena v roce 1997 v Brně lingvistou a předním badatelem v oblasti onomastiky Rudolfem Šrámkem, profesorem na Katedře českého jazyka a literatury Pedagogické fakulty Masarykovy univerzity, a Karlem Kopřivou, tehdejším komunálním politikem brněnské městské části Židenice.

### Česko – český
Název Česko je vytvořen obdobně jako názvy mnoha jiných států (např. Polsko, Německo, Rakousko atd.). Vztah přídavného jména český k němu však není tak přímočarý a bezproblémový jako např. vztah Polsko – polský. Český se totiž zároveň vztahuje k názvu Čechy. Z kontextu však obvykle jsme tuto skutečnost schopni rozlišit. Podobně je tomu u názvu Rakousko, kde se přídavné jméno rakouský vztahuje k Rakousku i Horním či Dolním Rakousům.
Složené zeměpisné názvy obsahující jako druhou část -český se tradičně vztahují k Čechám, nikoliv k Česku. Východočeský se tedy nevztahuje na místa ležící na východě České republiky (Česka), tedy na Moravě či ve Slezsku, ale ve východních Čechách – v okolí měst Hradec Králové a Pardubice. Zajímavostí je název Českého Těšína, který leží v české části Slezska. Název Český Těšín se užívá od roku 1918, tedy od vzniku samostatného Československa.
Rozlišení podstatného jména Čechy jako jedné z historických zemí a Česko pro celé území dnešního státu nemá svůj protějšek u dalších odvozených slov: k oběma slovům existuje jediné přídavné jméno český, které se vyvinulo zjednodušením ze slova češský (odvozeného od slova Čech), které se však již neužívá. Obdobná situace je u rozlišování obyvatel: Obyvatelé Moravy jsou Moravané, Slezska Slezané, Čech Češi (dříve však Čechové), avšak obyvatelé celého Česka jsou také Češi.

## Neologismy a další alternativy
Místo označení Česko se v některých diskusích objevily další návrhy na jednoslovné označení, většinou tvořené jako neologismy, jako humorné MoČe, Morče. Kromě latinského Bohemie či jeho počeštěné verze Čechie (které ovšem často, nikoliv však výhradně označují Čechy) byly navrhovány nejrůznější, často další bizarní složeniny, někdy spíše coby projev recese, případně názvy jako Českozemsko či Čechoslávie. Tyto návrhy se však vůbec neprosadily a neužívají se.
V 90. letech 20. století byl vedle dvouslovného názvu České země (anglicky Czechlands) navržen také jednoslovný název Českomoravsko (anglicky Czechomoravia), se kterým se lze setkat i později. Po roce 2016 se tak děje ve zřejmé souvislosti s prosazováním jednoslovného označení Česko (anglicky Czechia).

## Název v jiných jazycích

### Latina

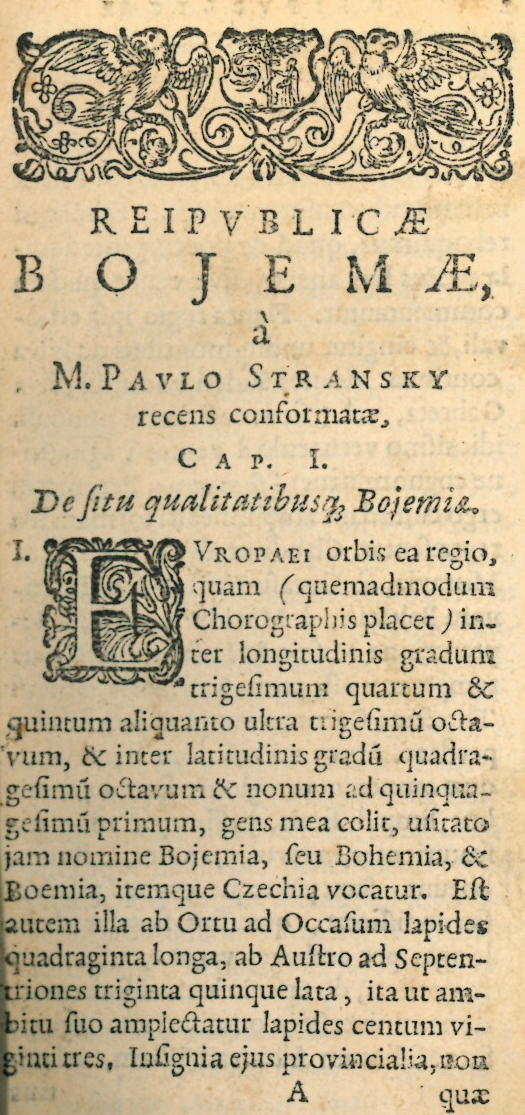
Pavel Stránský ze Záp, Respublica Bojema, 1634: I. De situ qualitatibusque Bojemiae.

Přestože v latině byly české země označovány souhrnným názvem Bohemia, vycházejícím z faktu, že se jednalo o země, jež byly součástí celku „Corona regni Bohemiae“ (Koruna království českého), v první polovině 16. století se objevuje i termín Czechia,[zdroj⁠?!] jehož první historicky doložený záznam lze nalézt v Kronice české Václava Hájka z Libočan v roce 1541. (Václav Hájek ale nepoužil výraz v latinském jazyce, ale český výraz Cžeského národu.). V roce 1598 bylo Czechia uvedeno také v česko-latinsko-řecko-německém slovníku, který vydal Daniel Adam z Veleslavína.
Dále označení Czechia uvádí například Pavel Stránský ze Záp v díle Respublica Bojema z roku 1634, který je uvádí již v jeho první hlavě De situ qualitatibusque Bojemiae: „Europaei orbis ea regio, quam (quemadmodum Chorographis placet) inter longitudinis gradum trigesimum quartum et quintum aliquanto ultra trigesimum octavum, et inter latitudinis gradum quadragesimum octavum et nonum ad quinquagesimum primum, gens mea colit, usitato jam nomine Bojemia, seu Bohemia, et Boemia, itemque Czechia vocatur.“. V překladu Emanuela Tonnera, 1893: O poloze a povaze země české: „Evropy, dílu světa, krajina ta, v níž (jak zeměpisci učí) podle délky zeměpisné mezi třicátým čtvrtým a pátým stupněm až za třicátý osmý a podle šířky zeměpisné mezi čtyrycátým osmým a devátým stupněm až za padesátý první obývají Čechové, národ můj, obvyklým jménem zove se Čechy.“
V latině se variantně používá i italský zápis slabiky „če“, tedy Cechia, cechicus, a v české vědecké latině se používala i diakritika (Čechia, čechicus), například v díle Josefa Rudy Phytotoxicologiae čechicae tentamen, exhibens plantas venenatas Čechiae indigenas z roku 1837.

### Angličtina

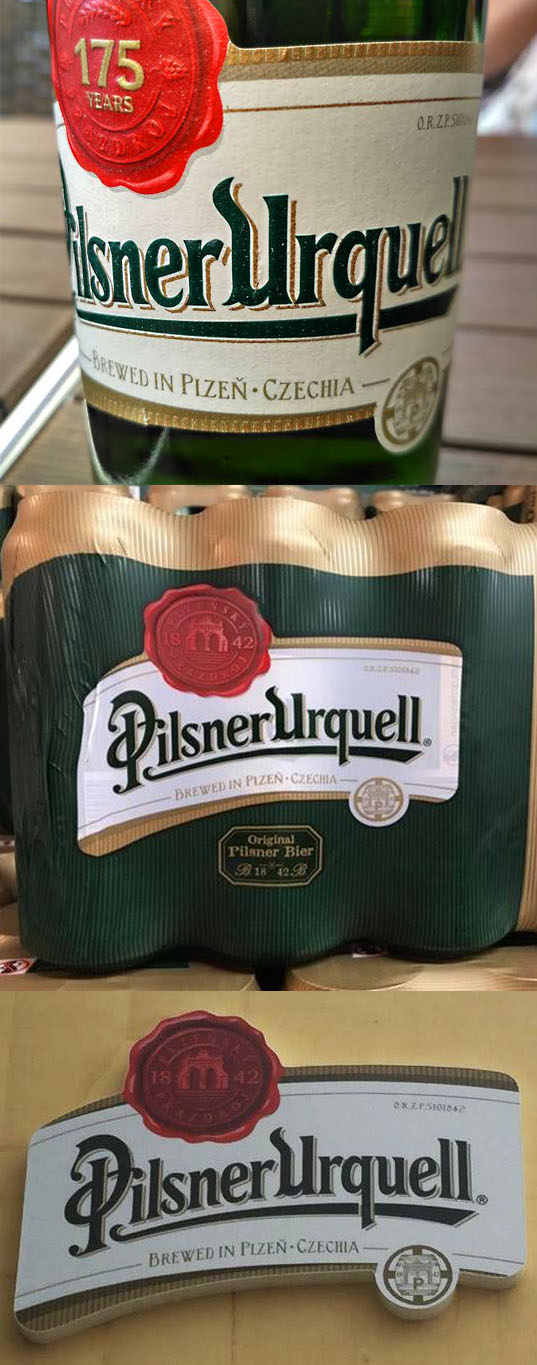
Jubilejní etiketa láhve (1), balení plechovek (2) a logo na stěně pivovaru v Plzni (3) v době krátkodobého užívání slova Czechia (2017)

Oficiálním a mezinárodně uznaným anglickým překladem slova Česko je Czechia. Užití anglického slova Czechia je doloženo již v roce 1841 (Poselkynie starych Przjbiehuw Czeskych – Messenger of the old Fates of Czechia), dále v roce 1849, 1856 nebo v roce 1866. Slovo Czechia a od něj odvozené tvary je autory používáno vždy synonymně k území Čech. Ve skutečnosti je však použití jména Czechia v angličtině mnohem starší, protože například Peter Heylyn ho použil již v roce 1625 při pojmenování českých obyvatel ve formě Czechian, vycházejícího ze jména Czechia, v jedné z nejstarších anglicky psaných podrobných encyklopedií světa Mikrokosmos A little description of the great world: '...the people whereof in their own language, call themselves Czechians'.
Kromě něho byly navrhovány či používány konstrukce jako Czechland (poprvé doloženo v roce 1882; analogicky např. Finland) nebo the Czechlands (poprvé doloženo v roce 1916; analogicky např. the Netherlands), gramaticky nesprávná zkrácenina politického jména Czech Republic Czech jako substantivum, případně podobně agramatické Czecho v neanglicky mluvících (zpravidla asijských) zemích. Tradiční anglické pojmenování českého státu Bohemia je používáno pouze v historických souvislostech.
Ani jméno Czechia, oficiálně standardizované již v roce 1993, se však před jeho oficiálním nahlášením do databází OSN a mezinárodním uznáním v roce 2016 příliš neujalo a v běžné praxi se objevovalo zřídka, jakkoli relativně četné zastoupení mělo v oficiální geografické literatuře, učebnicích a databázích map, stejně jako v turistických průvodcích a atlasech a mapách. Největší v Česku vydaná obrazová publikace pro zahraniční návštěvníky nese rovněž jméno „Czechia“. Užívání názvu Czechia anglicky mluvícími občany zemí, jejichž ekvivalent názvu v mateřském jazyce je identický či velmi podobný (Izrael, Rusko, Řecko, Bělorusko, Norsko, Bulharsko ad.) je běžné, přičemž téměř výhradní je užívání tohoto názvu v tamních anglicky psaných médiích. Rovněž největší internetová databáze heraldických znaků a vlajek „World Civic Heraldry Guide“ užívá geografické jméno země. Jednou z hlavních příčin celkově limitovaného užití názvu Czechia v anglofonních zemích před jeho oficializací a mezinárodním uznáním v roce 2016 byla skutečnost, že sami Češi jméno Czechia téměř nepoužívali, přičemž mezi citovanými důvody se objevovala např. možná záměna s Čečenskem (anglicky Chechnya), i když plný politický název the Czech Republic byl s názvem Chechnya zaměněn též. Podobně se ovšem zaměňují názvy i jiných zemí, např. Austria (Rakousko) a Australia (Austrálie). V oficiálním seznamu OSN obsahující krátká jména států se do konce června 2016 objevoval v angličtině jen dlouhý politický název (v češtině však bylo jako krátký název správně uvedeno Česko). Od července 2016 je jako krátký (zeměpisný) název Česka v angličtině zaregistrován v OSN název Czechia, což se rychle projevilo na jeho rostoucím používání ve světě i v Česku (viz níže).
Těžkosti se zavedením a používáním zeměpisného jména v Česku však nejsou zcela unikátní. Ze zcela jiných důvodů je problematické užívání krátkých zeměpisných názvů i dvou hlavních anglofonních zemí. V případě Spojeného království se používá zeměpisné jméno Great Britain (Velká Británie, což je jméno hlavního ostrova a nezahrnuje Severní Irsko), případně zkráceně pouze Britain (Británie), místo politického jména Spojené království Velké Británie a Severního Irska (the United Kingdom of Great Britain and Northern Ireland), ze kterého se uniká užíváním zkráceného politického jména the United Kingdom, zkratkou UK. Podobně neexistuje ani zcela korektní krátké zeměpisné jméno pro Spojené státy americké, zkratkou USA, kde v běžné řeči často užívané America je zároveň označením mnohem rozsáhlejších kontinentů (North America a South America, případně the Americas pro celou západní polokouli). Proto se běžně užívá zkrácené politické jméno the United States (Spojené státy), hovorově také jen the States (Státy), se zkratkou the U.S. Přes tyto problémy jsou však krátká zeměpisná jména Britain a America běžně používána i nejvyššími vládními představiteli při oficiálních projevech, včetně předsedy vlády Spojeného království a prezidenta Spojených států amerických.
Jako kratší označení Češi někdy chybně používali (např. na dresech sportovců či v názvech českých firem) slovo Czech, které však je přídavným jménem (český, Česká), případně označením příslušníka národa (Čech) či jazyka (čeština), nikoli jménem země. Po protestech některých jazykovědců proti chybnému užívání tohoto slova se na dresech českých reprezentantů objevuje opis Czech team (české družstvo) jakožto obdoba obecně užívané konstrukce typu Team Germany (družstvo Německa).
Po schůzce ministrů obrany, zahraničí, předsedy vlády, prezidenta a předsedů obou parlamentních komor na Pražském hradě 14. dubna 2016 ministr zahraničí Lubomír Zaorálek oznámil, že Ministerstvo zahraničních věcí České republiky nechá do databází Organizace spojených národů doplnit překlady slova Česko (jako krátkého, geografického označení státu) do cizích jazyků. Následně místopředseda neparlamentní strany Moravané Ondřej Mlejnek na sobotu 23. dubna 2016 svolal do Brna demonstraci proti názvu Czechia, na kterou ale přišlo jen pár desítek demonstrantů. Záměr používat oficiální překlady názvu Česko, např. v angličtině v podobě Czechia, podpořila svým usnesením č. 403 z 2. května 2016 Vláda České republiky. Proti tomu, aby Česká republika slovo Czechia nahlásila v OSN a žádala o jeho používání, hlasovala při jednání vlády jako jediná ministryně pro místní rozvoj Karla Šlechtová (hnutí ANO), protože nesouhlasila s postupem, jakým se věc na jednání vlády dostala, a protože podle ní žádná z asi dvaceti připomínek nebyla vypořádána. Do oficiálních seznamů krátkých (geografických) jmen zemí OSN byly překlady jména Česko, včetně anglického Czechia, zavedeny v červenci 2016, čímž byly mezinárodně uznány a standardizovány.
Mezinárodní uznání a standardizace se rychle projevily na používání krátkého jména Czechia v angličtině. Vlivná CIA World Factbook a Americké ministerstvo zahraničních věcí začaly používat jméno Czechia namísto Czech Republic v roce 2016 po jeho schválení a zavedení americkým vládním federálním úřadem The U.S. Board on Geographic Names, jehož cílem je standardizace a udržování jednotného používání zeměpisných jmen úřady americké federální vlády. V září 2016, britská Permanent Committee on Geographical Names, která je poradním orgánem vlády Velké Británie, doporučila britské vládě používání jména Czechia a nahradila Czech Republic jménem Czechia na svém seznamu jmen zemí. 26. září 2016, International Organization for Standardization zavedla krátké jméno Czechia do svého seznamu jmen zemí a jejich mezinárodních kódů podle mezinárodní normy ISO 3166-1, na jehož základě byl anglický název země Czechia od 1. 1. 2017 zaveden do aktualizovaného Číselníku zemí Českým statistickým úřadem podle § 19 odst. 2 zákona č. 89/1995 Sb. a publikován ve Sbírce zákonů 420/2016 Sb. (částka 170, strana 6457). Google Maps používají jméno Czechia od ledna 2017. V červnu 2017 „English Style Guide and Country Compendium“ Evropské komise doporučil užívání jména Czechia v neformálním kontextu, například ve sportu či marketingu, kde použití politického jména není nutné. Oxford Atlas of the World kompletně přešel na jméno Czechia ve svém 24. vydání v roce 2017.. Na konci roku 2017 a začátku roku 2018 začaly jméno Czechia používat britské noviny The Independent, The Times, The Financial Times, The Guardian a Daily Mail. Podobně začaly jméno Czechia používat i irské deníky, jako například The Irish Times.
Pivovar Prazdroj začal užívat jméno Czechia na reklamní tabuli pivovaru a plechovkách, lahvích na jubilejní edici k 175. výročí pivovaru v létě 2017. Poté se pivovar vrátil k problematickému „Brewed in Plzeň, Czech“ (tj. „uvařeno v Plzni, česky“ nebo „uvařeno v Plzni, české“), protože Češi mají údajně radši gramaticky nesprávné Brewed in Czech (uvařeno v české nebo uvařeno v češtině) a protože prý názvem Czechia byli pivaři zmateni a nevěděli, k jaké zemi patří.
Podobně začala v roce 2017 jméno Czechia pro reklamní účely používat Škoda Auto.
Jméno Czechia a jeho překlady jsou od září 2018 obsaženy v Pravidlech pro jednotnou úpravu dokumentů EU, od října 2018 v oficiálním seznamu zemí EU. Eurostat nahradil ve všech databázích the Czech Republic výrazem Czechia v říjnu 2018.
Název Czechia se začal postupně prosazovat i ve sportu. Mezinárodní federace ledního hokeje používá název Czechia od prosince 2021. 28. dubna 2022 uspořádala Národní sportovní agentura, Český olympijský výbor, Česká unie sportu a Česká obec sokolská v sídle ministerstva zahraničních věcí konferenci na téma jednotné prezentace Česka ve sportu, kde došlo ke konsenzu sportovních asociací používat v angličtině místo the Czech Republic název Czechia. FAČR oznámil přijetí krátkého názvu dne 24. května 2022. V září 2022 začala Czechia používat UEFA a v říjnu 2022 také FIFA. Český olympijský výbor požádal 1. listopadu 2022 Mezinárodní olympijský výbor a Evropský olympijský výbor o zápis názvu Czechia do mezinárodní sportovní databáze. Obě organizace změnu přijaly.

### Ostatní jazyky
| Jazyk         | Ekvivalent    | Jazyk        | Ekvivalent | Jazyk            | Ekvivalent        |
| ------------- | ------------- | ------------ | ---------- | ---------------- | ----------------- |
| afrikánština  | Tsjeggië      | interlingua  | Chechia    | portugalština    | Chéquia, Tchéquia |
| albánština    | Çekia         | islandština  | Tékkland   | rumunština       | Cehia             |
| aragonština   | Chequia       | italština    | Cechia     | rusínština       | Чесько, Чехія     |
| běloruština   | Чэхія         | latina       | C(z)echia  | ruština          | Чехия             |
| bretonština   | Tchekia       | litevština   | Čekija     | řečtina          | Τσεχία            |
| bulharština   | Чехия         | lotyština    | Čehija     | slovenština      | Česko             |
| dánština      | Tjekkiet      | maďarština   | Csehország | slovinština      | Češka             |
| esperanto     | Ĉeĥio         | makedonština | Чешка      | srbochorvatština | Češka, Чешка      |
| estonština    | Tšehhia       | němčina      | Tschechien | španělština      | Chequia           |
| finština      | Tsekia        | nizozemština | Tsjechië   | švédština        | Tjeckien          |
| francouzština | Tchéquie (la) | norština     | Tsjekkia   | turečtina        | Çekya             |
| fríské jazyky | Tsjechje      | polština     | Czechy     | ukrajinština     | Чехія             |

V ostatních jazycích – mimo slovenštinu, která převzala název Česko spolu s češtinou – problémy s krátkým názvem země prakticky nenastaly i proto, že některé jazyky nedovedou rozlišovat zemi českou (Čechy) od celku zemí českých (Česko) a používají pro obojí jediný název. Ve většině případů byly tyto jednoslovné názvy odvozeny z asimilované podoby slovního základu „Čech“ systematickou příponou, jíž jsou v daném jazyce tvořeny názvy zemí, případně také zkrácením, "oříznutím" zažitého místního ekvivalentu pro Československo (viz tabulka).
V polštině se tradičně používá označení Czechy jak pro historickou zemi Čechy, tak pro celý český stát. Podobně má dvojí význam i maďarské označení Csehország, chorvatské, slovinské a srbské Češka, resp. Чешка nebo ruské Чехия (byť v ruštině existuje současně i samostatný výraz pro historickou část Čechy, a sice Богемия z latinského Bohemia). Esperanto, vytvořené v 19. století, původně znalo jen výraz Bohemio pro historickou zemi, ale později plynule reflektovalo historickou realitu vznikem názvů Ĉeĥoslovakio resp. Ĉeĥio pro stát.

Jednoslovná označení ve slovenštině (Česko), němčině (Tschechien nebo neoficiální Tschechei) a mnoha dalších jazycích se ujala a běžně se používají.